# Volk ohne Raum

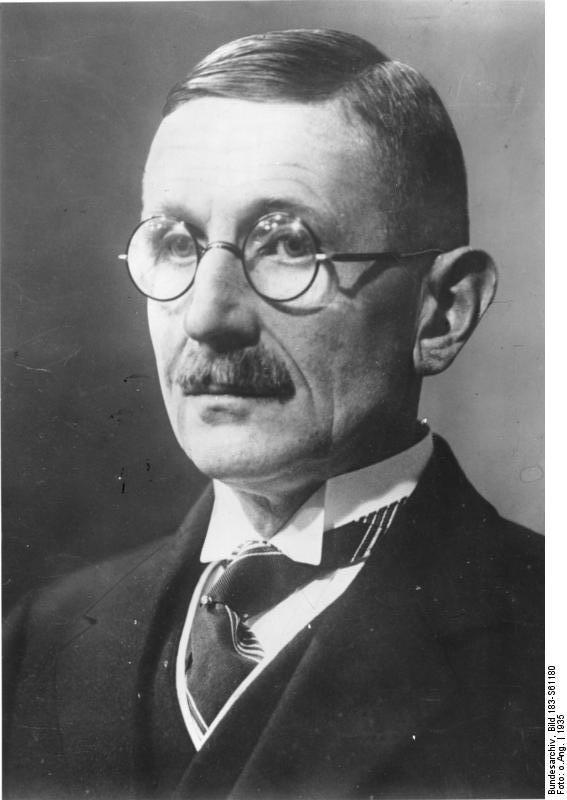
Hans Grimm (écrivain)

«Volk ohne Raum» ([fɔlk ˈoːnə ʁaʊ̯m], littéralement: peuple sans espace) était un slogan politique utilisé dans la République de Weimar et en Allemagne nazie. Le terme fut inventé par l'écrivain nationaliste Hans Grimm dans son roman Volk ohne Raum (1926). Le roman attira immédiatement beaucoup d'attention et se vendit à près de 700 000 exemplaires.

## Utilisation
Le slogan fut utilisé dans un contexte politique pour suggérer qu'en raison du traité de Versailles privant l'Allemagne de son empire colonial, les Allemands étaient devenus un peuple sans espace de vie (« Lebensraum »), aux prises avec la pauvreté, la misère, la faim et la surpopulation. Cette affirmation était étroitement liée à l'affirmation selon laquelle la Terre était divisée injustement entre les grandes puissances, laissant les Allemands avec peu de terres par rapport aux nations européennes moins peuplées.
L'utilisation la plus connue du slogan est par les Nazis. Dans la propagande nazie, le slogan fut utilisé à plusieurs reprises à minima pour justifier ou légitimer la conquête allemande de la Pologne et de l'Union soviétique et pour l'expansion territoriale massive en Europe de l'Est destinée à garantir le règne de la race supérieure germanique (« Herrenvolk ») au détriment des Polonais et des Russes que les Nazis considéraient comme des « non aryens » et des sous-hommes. Les Slaves, en tant que non-Aryens,devaient être sur le plan ethnique purifiés et exterminés, et leurs territoires colonisés par des Allemands. 
Dès les débuts du parti nazi, l'idée que les Allemands étaient des personnes sans espace vital et avaient le droit de s'étendre était répandue parmi les nationalistes allemands et les organisations de droite. Le 24 février 1920, Hitler proclama le programme du parti et l'un des 25 points du programme national socialiste statuait: « Nous réclamons une terre et un territoire (des colonies) pour assurer la subsistance de notre peuple et la colonisation de notre population excédentaire ». Afin de justifier leur Drang nach Osten ("désir de pousser à l'Est"), les nazis amendèrent le slogan de Volk ohne Raum en déclarant que les vastes terres peu peuplées de Russie étaient un Raum ohne Volk (un « espace sans peuple ») qui devait être conquis par l'Allemagne, la « nation sans espace".